# Reedy Gibbs
Reedy Gibbs née Dorothy Marie Gibbs est une actrice américaine, née le 17 février 1947  à Louisville (Kentucky), aux États-Unis.

## Biographie
Elle a deux enfants avec Dick Sisto, mariée du 2 janvier 1968 au 14 septembre 1979, une fille actrice Meadow Sisto  et un fils de l'acteur Jeremy Sisto. Elle est mariée à Bruno Alexander.

## Filmographie
- 1992 : Overexposed
- 1997 : Crossing Fields
- 1997 : Taylor's Return
- 1998 : Little Savant
- 2002 : Now You Know
- 2003 : The Movie Hero
- 2004 : Six Feet Under
- 2004 : Mysterious Skin
- 2005 : Brick
- 2006 : Wristcutters: A Love Story
- 2008 : Remarkable Power
- 2008 : Gardens of the Night
- 2008 : New York, police judiciaire,  Political Animal (2008), Assistante
- 2009 : Medium, Pain Killer (2009), Nurse
- 2010 : Five Star Day
- 2014 : Break Point
- 2014 : Sunken City
- 2014 : Battle Scars